# فرودگاه آواسا
فرودگاه آواسا (به انگلیسی: Awasa Airport) یک فرودگاه همگانی با کد یاتا AWA است که یک باند فرود سنگفرش دارد و طول باند آن ۳۸۵۱ متر است. این فرودگاه در شهر آواسا کشور اتیوپی قرار دارد و در ارتفاع ۳۸۵۳ متری از سطح دریا واقع شده‌است.